# Mary (película de 2019)
Mary (en español titulada como La posesión de Mary) es una Película Estadounidense-Canadiense de terror de 2019, dirigida por Michael Goi, a partir de un guion de Anthony Jaswinski. Está protagonizada por Gary Oldman, Emily Mortimer, Owen Teague, Manuel García-Rulfo, Jennifer Esposito y Stefanie Scott.
Fue estrenada el 11 de octubre de 2019 por RLJE Films.

## Reparto
- Gary Oldman como David.
- Emily Mortimer como Sarah.
- Manuel García-Rulfo como Mike Álvarez.
- Jennifer Esposito como Detective Clarkson.
- Owen Teague como Tommy.
- Stefanie Scott como Lindsey.
- Chloe Perrin como Mary.
- James Arthur como Katherine.

## Producción
En junio de 2016, Anthony Jaswinski fue anunciado como escritor el guion de la película, con Tucker Tooley produciendola. En septiembre de 2017, se anunció que Gary Oldman, Emily Mortimer, Owen Teague, Manuel García-Rulfo, Stefanie Scott y Chloe Perrin se unieron al elenco de la película, con Michael Goi, dirigiendo desde el guion de Anthony Jaswinski. En agosto de 2018, Jennifer Esposito se unió al elenco de la película.

## Estreno
En julio de 2019, RLJE Films adquirió los derechos de distribución de la película y la programó para estrenarse el 11 de octubre de 2019.